# San Andreasbreuk

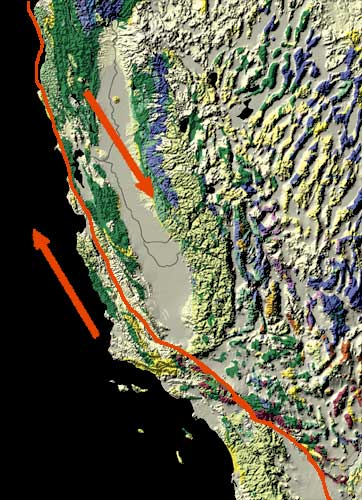
Locatie van de San Andreasbreuk

De San Andreasbreuk (Engels: San Andreas Fault) is een breuklijn die van het noordelijke eind van de Golf van Californië door westelijk Californië (Verenigde Staten) loopt om na San Francisco de Grote Oceaan in te gaan. De breuk is onderdeel van de transforme plaatgrens tussen de Pacifische Plaat en de Noord-Amerikaanse Plaat, dat wil zeggen dat deze platen langs elkaar schuiven. De Pacifische Plaat beweegt naar het noordwesten, terwijl de Noord-Amerikaanse Plaat beweegt naar het zuidoosten. Als gevolg van de wrijving die hierdoor ontstaat gaat het langs elkaar schuiven niet geleidelijk, maar in plotselinge stappen. De energie die daarbij vrijkomt veroorzaakt aardbevingen. De bekendste aardbeving was de vernietigende aardbeving die San Francisco in 1906 trof.
In de film San Andreas speelt de breuk een grote rol.

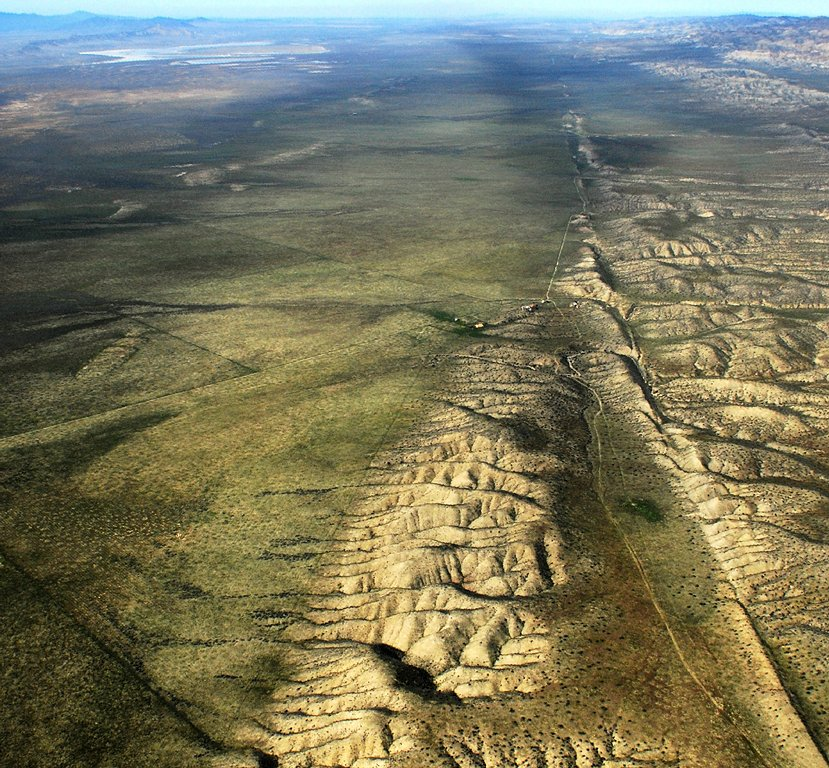
Luchtfoto van een deel van de San Andreasbreuk in het Carrizo Plain National Monument